# Campo Pirelli
Il campo Pirelli, oggi Bicocca Stadium, è un complesso sportivo multifunzione di Milano sito in zona Bicocca.
Nato nel 1919 come impianto calcistico, ospitò per un mese, dall'ottobre al novembre di quell'anno, gli incontri interni del Milan.
Di proprietà della Pirelli fino al 1985, ospitò fino agli anni sessanta la squadra del gruppo sportivo aziendale, poi parte del complesso fu adattato a impianto tennistico della Pro Patria Milano.
Con il passaggio al Comune di Milano, è divenuto uno stadio universitario e il suo maggiore fruitore è il CUS cittadino.

## Storia
Venne realizzato nel 1919 - insieme ad altre attrezzature sportive - contestualmente alla fondazione del Gruppo Sportivo Pirelli in quella che all'epoca era la frazione Bicocca di Niguarda, ente ludico voluto da Piero Pirelli, grande appassionato di sport nonché socio fondatore del Milan. Questo campo da calcio era annesso agli stabilimenti Pirelli della Bicocca, che furono inaugurati nel 1906. Tale sito produttivo venne smantellato a partire dal 1970. Nel 1983 la Pirelli stipulò un accordo di lottizzazione convenzionata per cambiare la destinazione d'uso dell'area, intesa che ha previsto la cessione di tutti i campi sportivi al comune di Milano per uso pubblico. L'accordo ha avuto la sua concretizzazione nel 1985, con la firma del relativo protocollo d'intesa.
Alla fine della stagione 1918-1919 il Milan abbandonò il velodromo Sempione, che aveva ospitato fino ad allora le partite casalinghe dei rossoneri. Dato che il Milan era in attesa del completamento dei lavori del nuovo campo di Viale Lombardia, il presidente rossonero Piero Pirelli concesse provvisoriamente l'utilizzo del campo Pirelli per le partite casalinghe della stagione 1919-1920; l'impianto sportivo della Pirelli, in particolare, venne usato dal Milan dall'ottobre al novembre 1919. Da novembre a dicembre i rossoneri giocarono su altri campi da gioco milanesi per poi trasferirsi, nel febbraio 1920, al nuovo campo di viale Lombardia.